# جوزف مارسدن
جوزف مارسدن (به انگلیسی: Joseph Marsden) بازیکن فوتبال زادهٔ ۱۸۶۷ اهل انگلستان بود که سابقهٔ بازی در تیم ملی فوتبال انگلستان را در کارنامهٔ خود دارد. وی در تاریخ ۷ مارس ۱۸۹۱ تنها بازی ملی خود را در مقابل تیم ملی فوتبال ایرلند انجام داد.